# Christian Frederik Holstein (lensgreve)
 Der er flere personer med dette navn, se Christian von Holstein.
Christian Frederik lensgreve (von) Holstein (født 10. maj 1735, død 15. juni 1799) var en dansk godsejer og hofembedsmand.
Han var søn af grev Johan Ludvig Holstein og blev inden sit fyldte 17. år ansat som ulønnet sekretær i Danske Kancelli, hvor hans fader var oversekretær. I 1752 fik han løn som lenssekretær og avancerede imidlertid i andre embeder: i 1753 blev han assessor i Kancellikollegiet, i 1754 Højesteretsassessor (dommer), i 1762 tillige direktør i Generalpostamtet samt medlem af Missionskollegiet. I 1768 gik Christian Frederik Holstein, der fra 1755 var kammerherre og i 1766 havde fået såvel det hvide bånd som l'union parfaite, over i hoftjenesten som overhofmester hos dronning Caroline Mathilde med gehejmeråds titel og fik året efter tillige overstaldmesters charge hos dronningen. Efter omvæltningen i 1772 udnævntes Holstein til overhofmarskal, blev i 1774 gehejmekonferensråd, i 1780 overjægermester, i 1783 Ridder af Elefanten og døde 15. juni 1799.
I 1763 havde han succederet sin fader som lensgreve til grevskabet Ledreborg. Som overhofmarskal deltog Holstein i en del år i Det Kongelige Teaters administration, uden at han vistnok formåede her at gøre sig gældende. I litteraturen haves et par Lejlighedstaler, hvoraf den ene på latin, holdt af Holstein som ungt menneske.
Han blev gift 1. gang 20. august 1757 med Christiane Caroline f. komtesse Reventlow (22. april 1739 – 28. februar 1762), datter af gehejmekonferensråd Conrad Ditlev greve Reventlow til grevskabet Reventlow, 2. gang 20. maj 1769 med Charlotte Elisabeth Henriette, f. friherreinde til Inn- und Knyphausen (født 3. februar 1741), overhofmesterinde hos dronning Caroline Mathilde, Dame de l'union parfaite, 1799 dekanesse på Vallø, hvor hun døde 18. maj 1809.